# Zamek w Malves-en-Minervois
Zamek w Malves-en-Minervois (fr. Château de Malves-en-Minervois) – zamek położony w miejscowości Malves-en-Minervois, w departamencie Aude, we Francji. 

## Położenie
Zamek położony jest we wschodniej części miejscowości. Znajduje się 12 km na północny wschód od Carcassonne.

## Historia
Zamek zbudowano w XV wieku w stylu renesansowym. W XVI wieku wzniesiono mur wokół zamku. W XIX wieku w pobliżu zamku zbudowano budynki gospodarcze oraz założono winnicę. W 1989 roku zamek został sklasyfikowany jako monument historique o znaczeniu regionalnym i krajowym.

## Architektura
Zamek został wzniesiony na planie prostokąta. W narożnikach budynku znajdują się wieżyczki. Dodatkowo 2 kolejne wieżyczki zostały wybudowane na szczytach zamku.